# Pseudomyrmex laevigatus
Pseudomyrmex laevigatus är en myrart som först beskrevs av Smith 1877.  Pseudomyrmex laevigatus ingår i släktet Pseudomyrmex och familjen myror. Inga underarter finns listade i Catalogue of Life.

## Bildgalleri

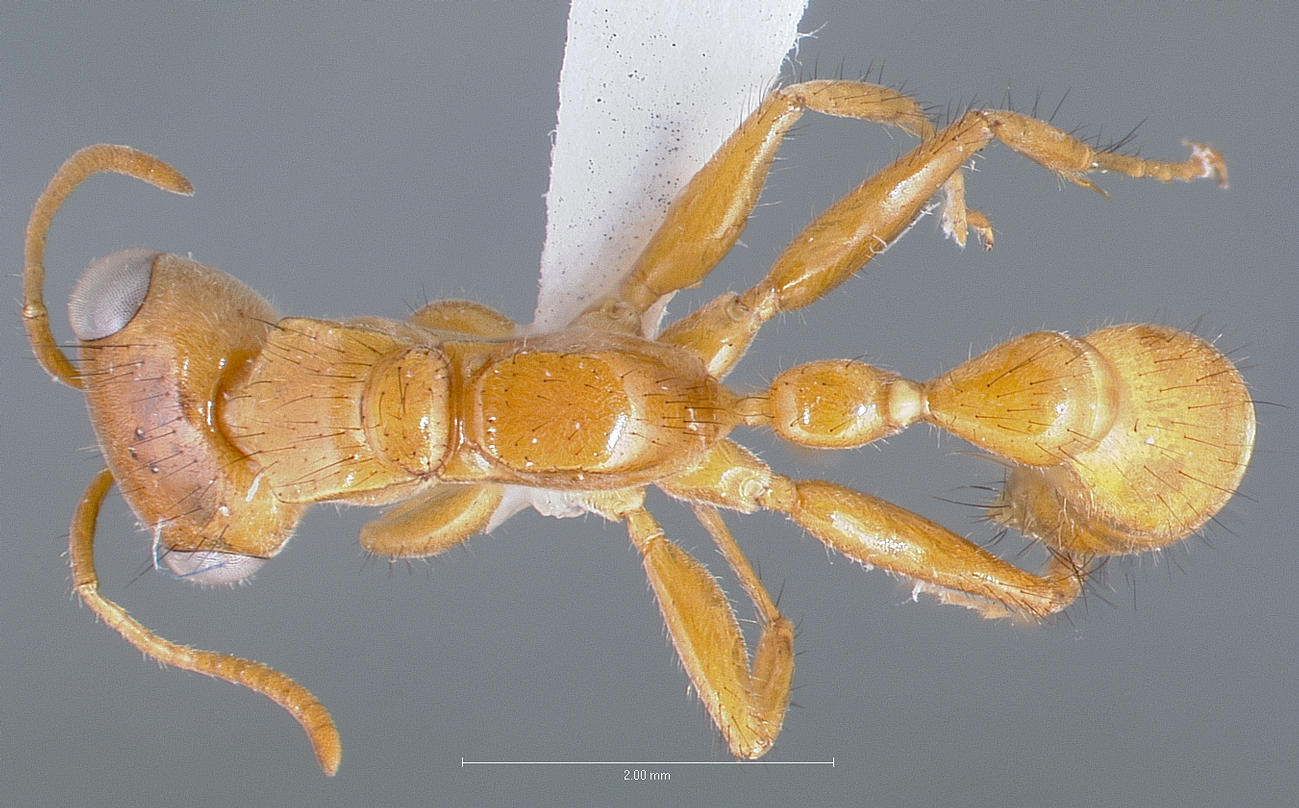
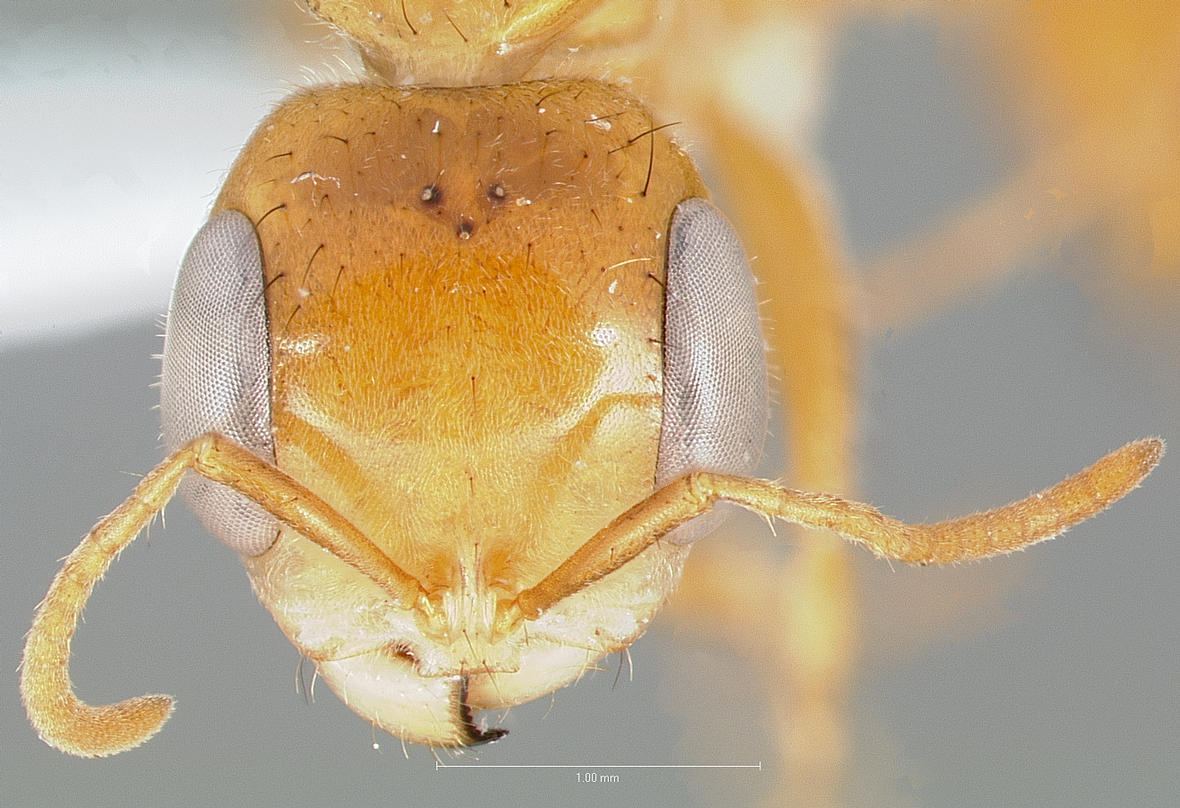
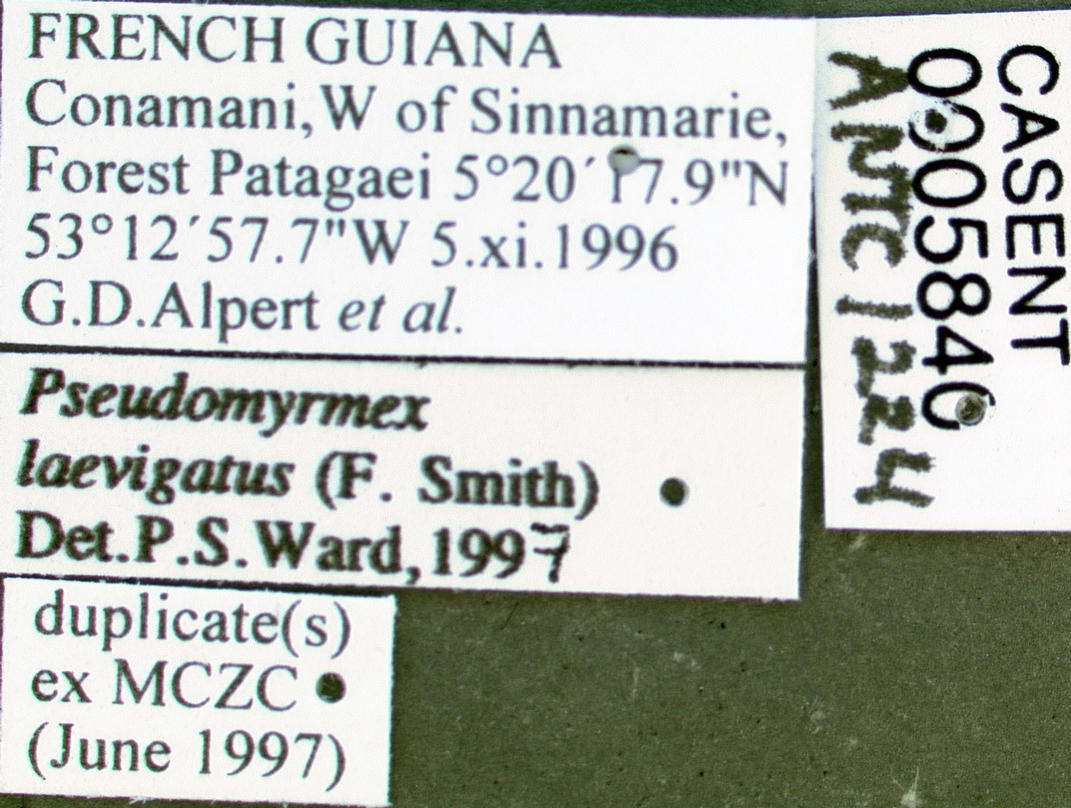
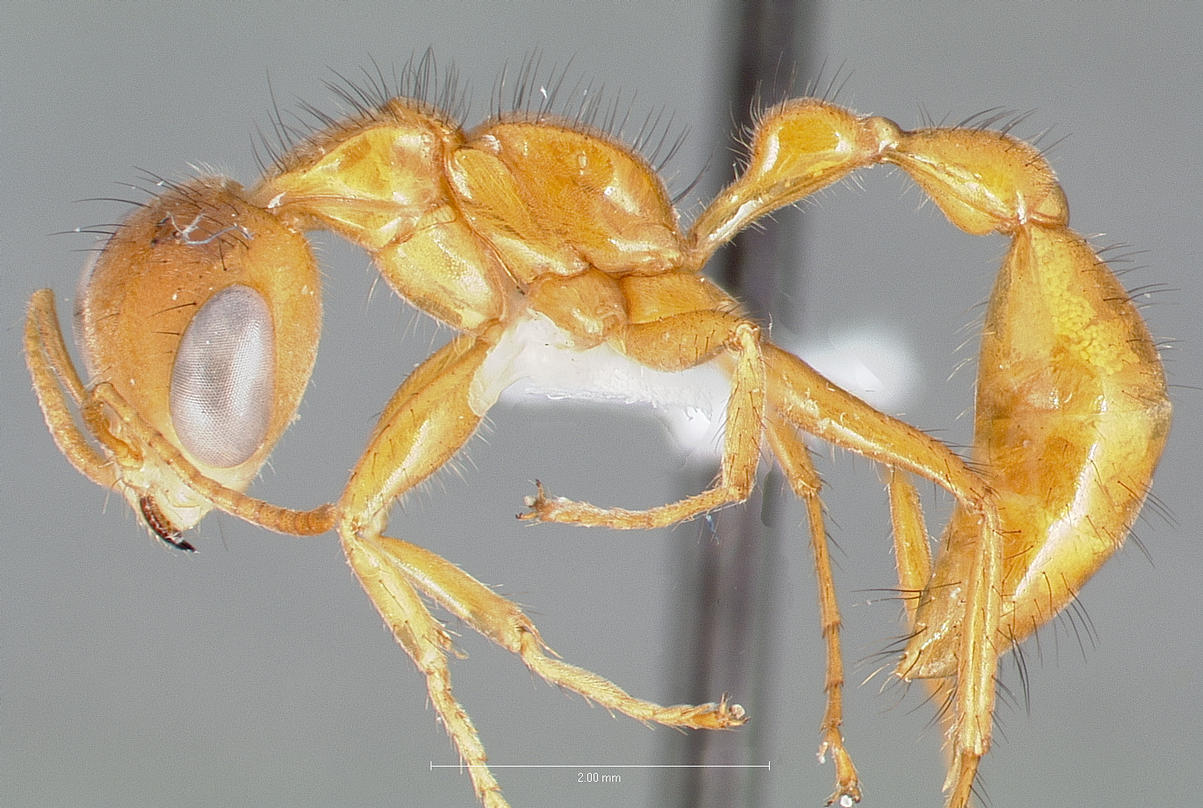